# Abdourahamane Tchiani
Abdourahamane Tchiani (também conhecido como Omar Tchiani) é um general do exército nigerino e comandante da guarda presidencial nigerina. Ele desempenhou um papel fundamental no Golpe de Estado no Níger em 2023 ao prender o presidente Mohamed Bazoum. Posteriormente, ele se proclamou Presidente do Conselho Nacional para a Salvaguarda da Pátria em 28 de julho de 2023.

## Biografia
Segundo informações da agência de notícias APA, Tchiani é natural da Região de Tillabéri, principal área de recrutamento do exército nigerino no oeste do país.
Em 2015, assumiu o comando da guarda presidencial e era aliado próximo do então presidente Mahamadou Issoufou. Em 2021, liderou a unidade com o propósito de frustrar uma tentativa de golpe quando uma unidade militar tentou tomar o palácio presidencial dias antes de Issoufou deixar o cargo para dar lugar a seu sucessor eleito democraticamente, Mohamed Bazoum, que o manteve em seu posto.

## Tomada de poder
Em 26 de julho de 2023, Tchiani liderou os guardas presidenciais na detenção de Bazoum no palácio presidencial na capital Niamei como parte de um golpe de Estado. Apesar de não aparecer em público durante os eventos, o golpe teria sido liderado por Tchiani, a quem analistas disseram que Bazoum planejava demitir de seu cargo.
No dia 28 de julho, Tchiani proclamou-se presidente do Conselho Nacional para a Salvaguarda da Pátria em discurso na televisão estatal. Ele disse que o golpe foi empreendido para evitar "o fim gradual e inevitável" do país e que Bazoum tentou esconder "a dura realidade" do país, que chamou de "uma pilha de mortos, deslocados, humilhação e frustração". Também criticou a estratégia de segurança do governo por sua suposta ineficácia, mas não deu um cronograma para o retorno ao governo civil.